# Список дворцов Венеции

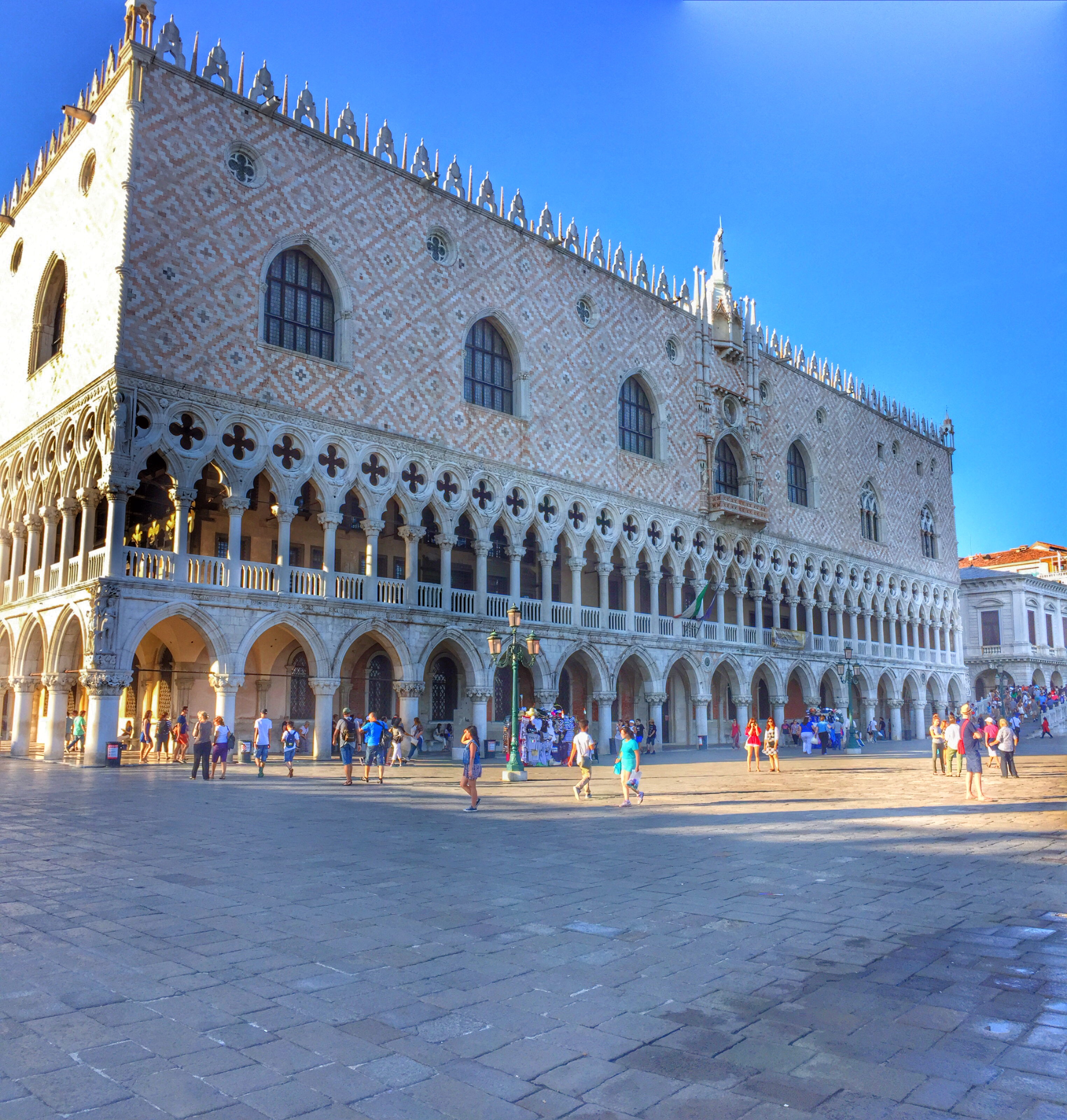
Дворец дожей

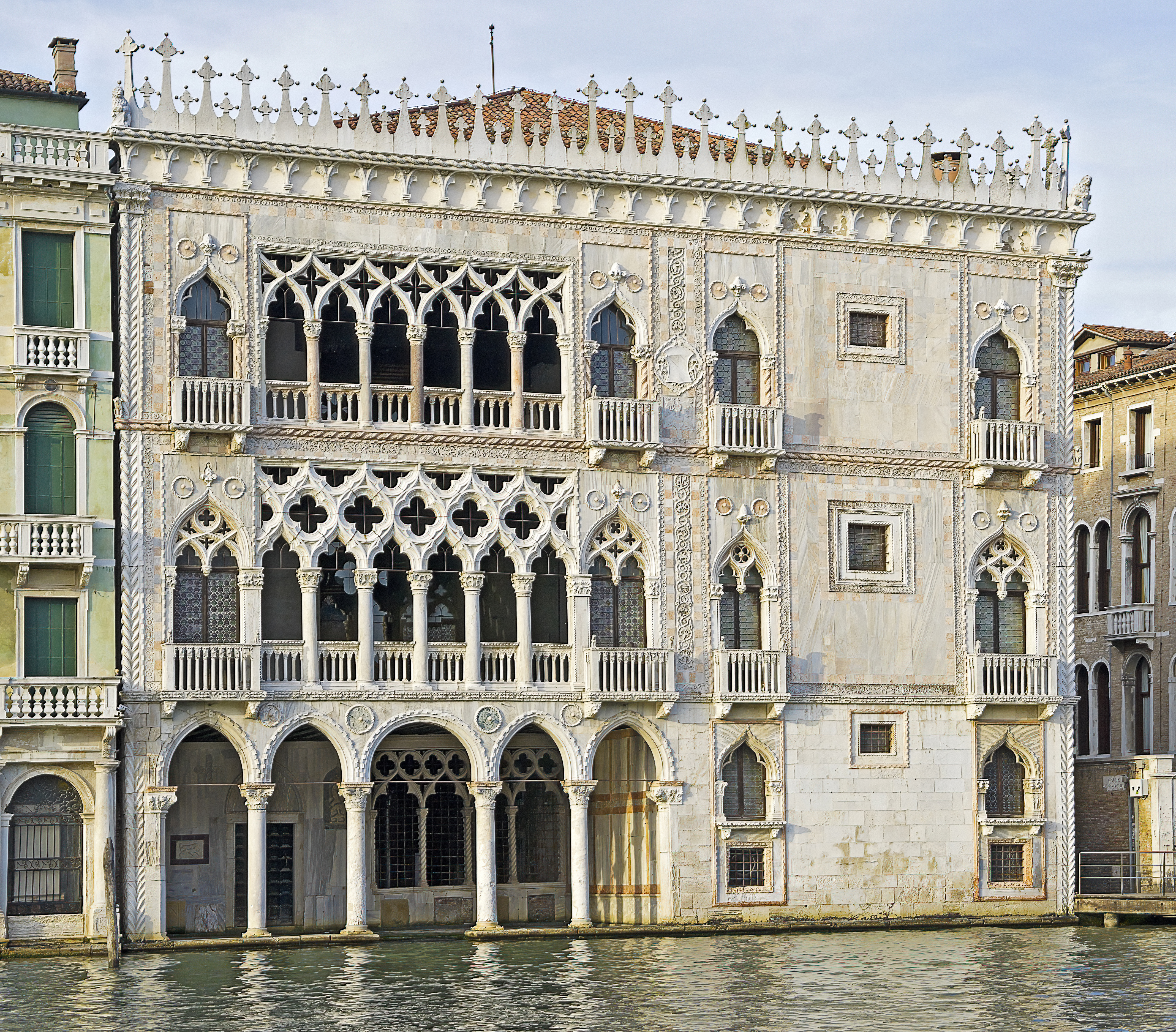
Ка-д’Оро

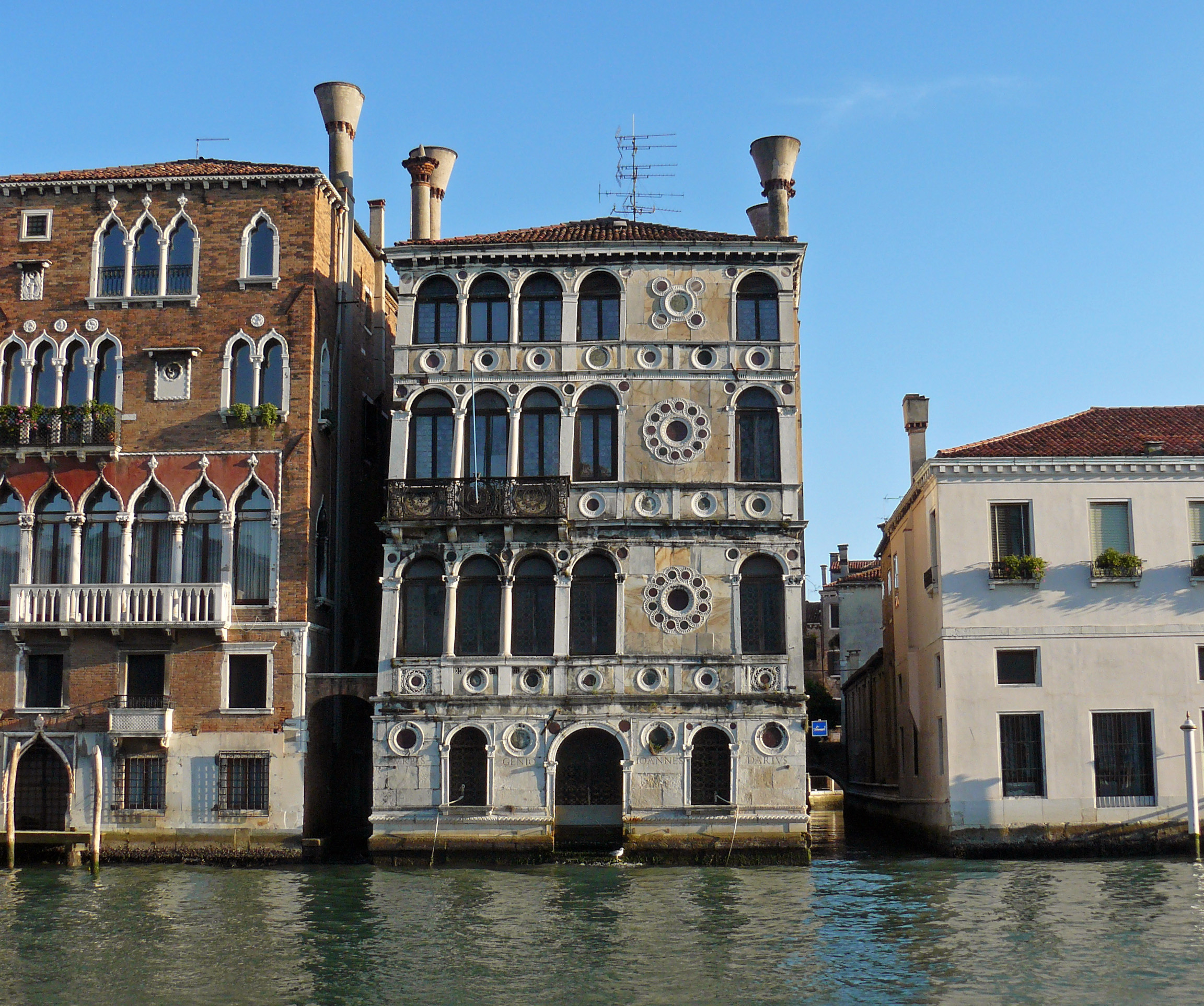
Ка-Дарио

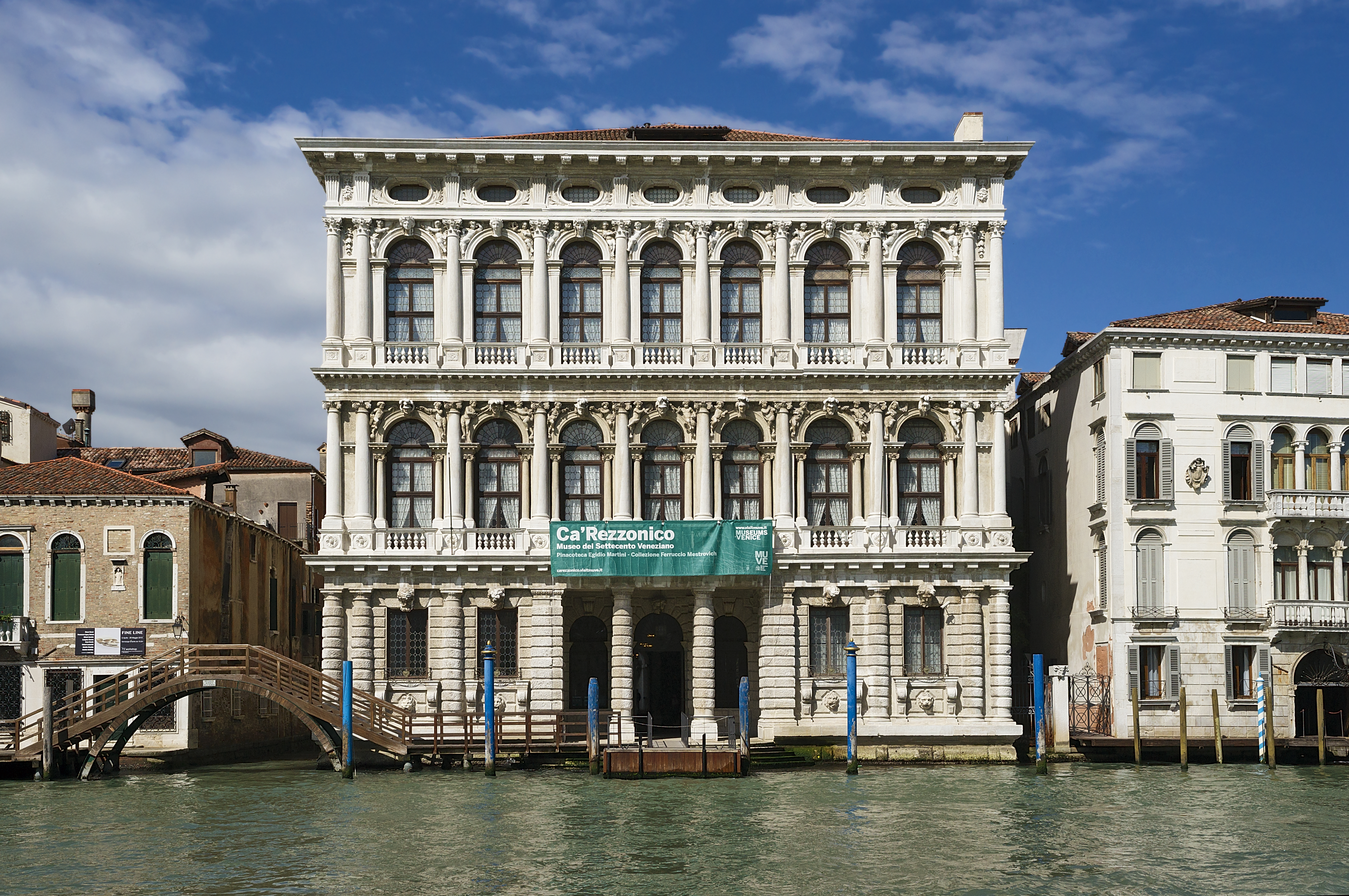
Ка-Реццонико

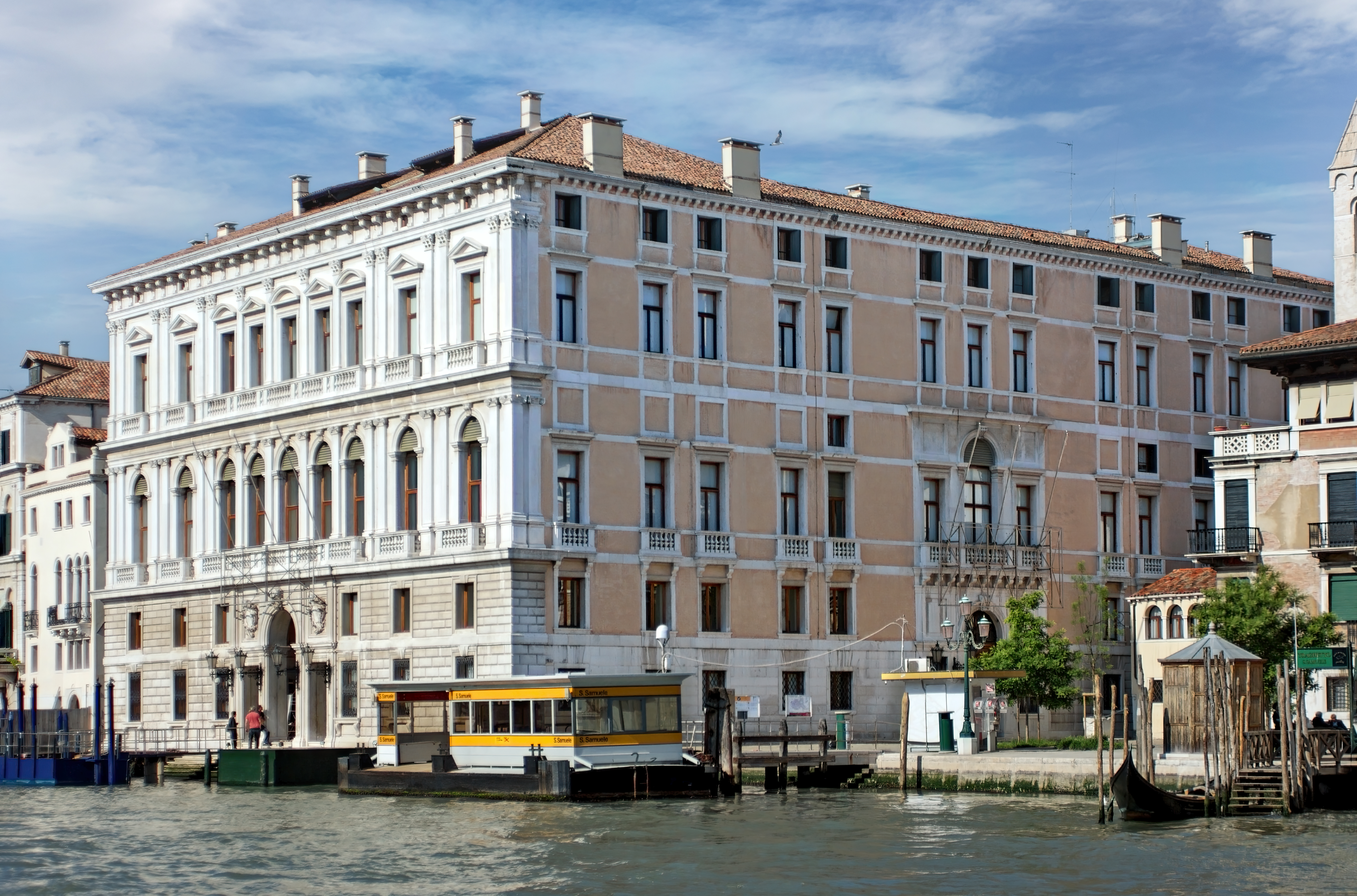
Палаццо Грасси

Венеция славится большим количеством дворцов. Фактически каждый дом на Гранд-канале и в центральной части города можно отнести к этому определению. Дворцовый комплекс Венеции создавался на протяжении многих веков. Столетия развития и процветания Венецианской республики попадали под влияния византийского, готического, романского стилей. Огромный вклад внесла эпоха Возрождения.
Исторически дворцом мог называться только Дворец дожей (итал. Palazzo Ducale). Остальные здания, претендующие на это звание, должны были носить имя Ка (итал. Ca), сокращенное от Casa, что означает «дом». Позднее особняки начали называть Палаццо (итал. Palazzo), то есть Дворец. Каждый влиятельный венецианский род считал своим долгом построить особняк, может быть, несколько. В итоге многие особняки в названиях стали отражать фамилии владельцев. Для строительства и отделки родовых дворцов семьи привлекали лучших архитекторов, скульпторов и художников.

## Самые известные дворцы
- Дворец дожей — Palazzo Ducale
- Ка-Биондетти — Ca' Biondetti
- Ка-Дарио — Ca' Dario, Palazzo Dario
- Ка-дель-Дука — Ca 'del Duca
- Ка-Корнер-делла-Реджина — Ca' Corner della Regina
- Ка-Лоредан — Ca' Loredan, Palazzo Corner Piscopia, Loredan
- Ка-да-Мосто — Ca' da Mosto
- Ка-д’Оро — Ca d’Oro, Palazzo Santa Sofia
- Ка-Пезаро — Ca' Pesaro
- Ка-Реццонико — Ca' Rezzonico
- Ка-Трон — Ca' Tron
- Ка-Фавретто — Ca' Favretto
- Ка-Фарсетти — Ca' Farsetti, Palazzo Dandolo Farsetti
- Ка-Фоскари — Ca' Foscari, Palazzo Foscari
- Палаццо Адольдо — Palazzo Adoldo
- Палаццо Альбрицци — Palazzo Albrizzi
- Палаццо Бальби — Palazzo Balbi
- Палаццо Бальби-Валье — Palazzo Balbi Valier
- Палаццо Барбариго — Palazzo Barbarigo
- Палаццо Барбариго-делла-Терацца — Palazzo Barbarigo della Terrazza
- Палаццо Барбаро — Palazzo Barbaro
- Палаццо Барбаро-Волкофф — Palazzo Barbaro Wolkoff
- Палаццо Бауэр — Palazzo Bauer
- Палаццо Беллони-Батталья — Palazzo Belloni Battagia
- Палаццо Бембо — Palazzo Bembo
- Палаццо Болдо-а-Сан-Феличе — Palazzo Boldù a San Felice
- Палаццо Брандолин-Рота — Palazzo Brandolin Rota
- Палаццо Вендрамин-Калерджи — Palazzo Vendramin Calergi, Ca' Vendramin Calergi, Palazzo Loredan Vendramin Calergi
- Палаццо Венир-деи-Леони — Palazzo Venier dei Leoni
- Палаццо Грасси — Palazzo Grassi
- Палаццо Гримани-ди-Сан-Лука — Palazzo Grimani di San Luca
- Палаццо Гримани-ди-Санта-Мария-Формоза — Palazzo Grimani di Santa Maria Formosa
- Палаццо Гритти-Морзини — Palazzo Gritti Morosini, Palazzo Gritti (San Marco)
- Палаццо Гуссони-Гримани-делла-Вида — Palazzo Gussoni Grimani Della Vida
- Палаццо Дандоло — Palazzo Dandolo
- Палаццо Дандоло-Паолуччи — Palazzo Dandolo Paolucci
- Палаццо деи Диечи Сави — Palazzo dei Dieci Savi
- Палаццо Джустиниан — Palazzo Giustinian
- Палаццо Джустиниан-Лолин — Palazzo Giustinian Lolin
- Палаццо Джустиниан-Пезаро — Palazzo Giustinian Pesaro
- Палаццо Джустиниан-Персико — Palazzo Giustinian Persico
- Палаццо Дольфин-Манин — Palazzo Dolfin-Manin
- Палаццо Дона (Санта-Кроче) — Palazzo Donà (Santa Croce)
- Палаццо Дона-Джованелли — Palazzo Donà Giovannelli
- Палаццо Дона-делла-Мадонета — Palazzo Donà della Madoneta
- Палаццо Дона-Бальби — Palazzo Donà Balbi
- Палаццо Дуодо (Санта-Кроче) — Palazzo Duodo (Santa Croce)
- Палаццо Дуодо-а-Сан-Анджело — Palazzo Duodo a Sant’Angelo
- Палаццо деи-Камерлинги — Palazzo dei Camerlinghi
- Палаццо да-Лецце — Palazzo Da Lezze
- Палацци да-Мула-Морозини и Чентани-Морозини — Palazzi Da Mula Morosini e Centani Morosini
- Палаццо Кавалли — Palazzo Cavalli
- Палаццо Кавалли-Франкетти — Palazzo Cavalli Franchetti
- Палаццо Каоторта-Ангаран — Palazzo Caotorta Angaran
- Палаццо Кальбо-Кротта — Palazzo Calbo Crotta
- Палаццо Контарини-дель-Боволо — Palazzo Contarini del Bovolo
- Палаццо Контарини-делле-Фигуре — Palazzo Contarini delle Figure
- Палаццо Контарини-даль-Дзаффо (Дорсодуро) — Palazzo Contarini dal Zaffo (Dorsoduro)
- Палаццо Контарини-даль-Дзаффо (Каннареджо) — Palazzo Contarini dal Zaffo (Cannaregio)
- Палаццо Контарини-Пизани — Palazzo Contarini Pisani
- Палаццо Контарини-Фазан — Palazzo Contarini Fasan
- Палаццо Корнер-делла-Ка-Гранда — Palazzo Corner della Ca’Grandа
- Палаццо Корнер-Мочениго — Palazzo Corner Mocenigo
- Палаццо Корнер-Спинелли — Palazzo Corner Spinelli
- Палаццо Корреджо — Palazzo Correggio
- Палаццо Лабиа — Palazzo Labia
- Палаццо Лоредан — Palazzo Loredan (Campo Santo Stefano)
- Палаццо Лоредан-Чини — Palazzo Loredan Cini
- Палаццо Лоредан-дель-Амбашаторе — Palazzo Loredan dell’Ambasciatore
- Палаццо Микьель-дель-Бруза — Palazzo Michiel del Brusà
- Палаццо Микьель-далле-Колонне — Palazzo Michiel dalle Colonne
- Палаццо Молин-Эриццо — Palazzo Molin Erizzo
- Палаццо Морозини-Сагредо — Palazzo Morosini Sagredo
- Палаццо Мочениго (Санта Кроче) — Palazzo Mocenigo (Santa Croce), Museo di Palazzo Mocenigo
- Палацци Мочениго — Palazzi Mocenigo
- Палаццо Пизани-Гритти — Palazzo Pisani Gritti
- Палаццо Пизани-Моретта — Palazzo Pisani Moretta
- Палаццо Руццини — Palazzo Ruzzini
- Палаццо Сальвиати — Palazzo Salviati
- Палаццо Соранцо — Palazzo Soranzo
- Палаццо Соранцо-Пизани — Palazzo Soranzo Pisani
- Палаццо Тьеполо — Palazzo Tiepolo
- Палаццо Тьеполо-Пасси — Palazzo Tiepolo Passi
- Палаццо Тревес-де-Бонфили - Palazzo Barozzi Emo Treves de Bonfili
- Палаццо Фальер — Palazzo Falier
- Палаццо Флангини — Palazzo Flangini
- Палаццо Чивран-Гримани — Palazzo Civran Grimani
- Палаццо Эриццо — Palazzo Erizzo
- Палаццо Эриццо-Нани-Мочениго — Palazzo Erizzo Nani Mocenigo
- Фондако-деи-Тедески — Fondaco dei Tedeschi
- Фондако-деи-Турки — Fondaco dei Turchi

## Дворцы на карте (районы Венеции)

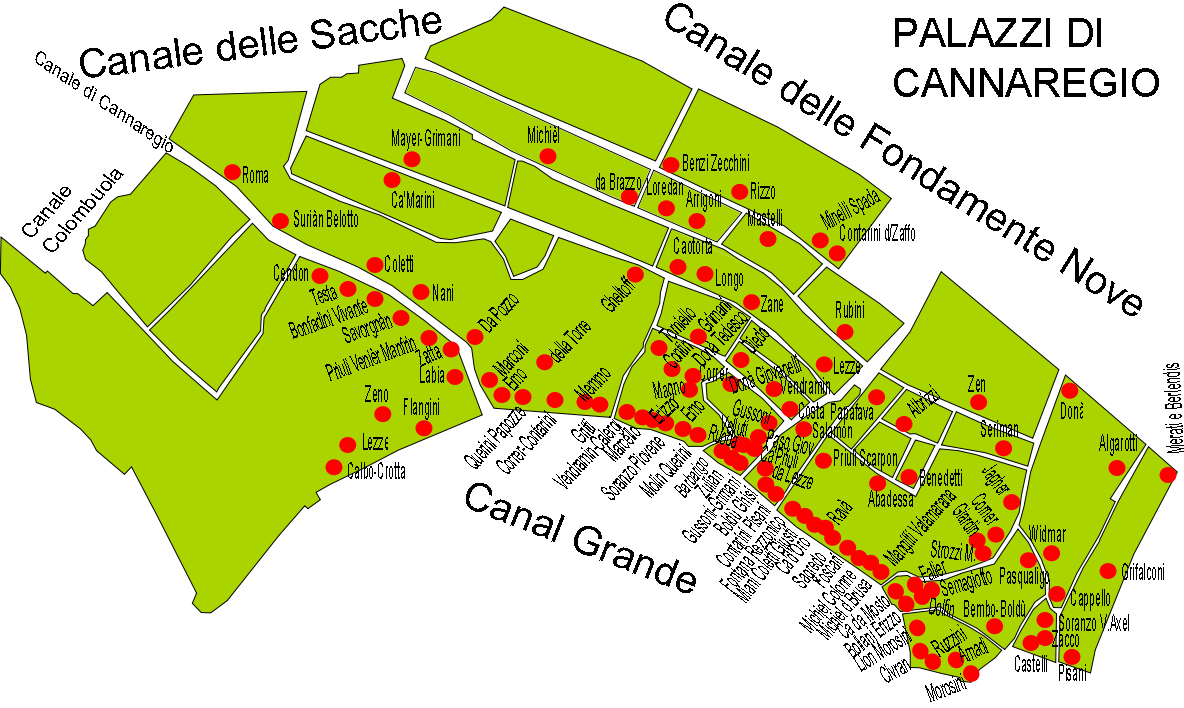
Каннареджо
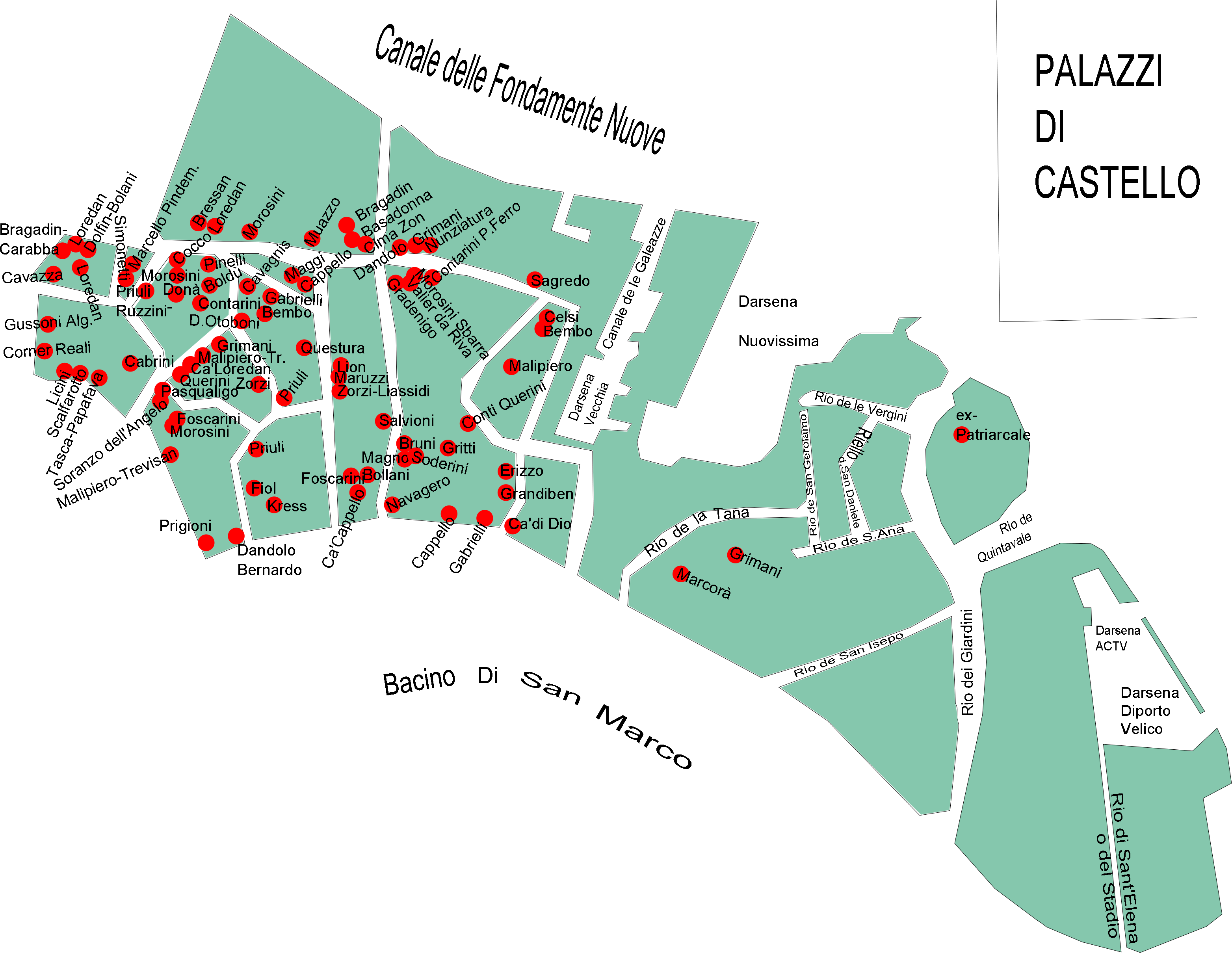
Кастелло
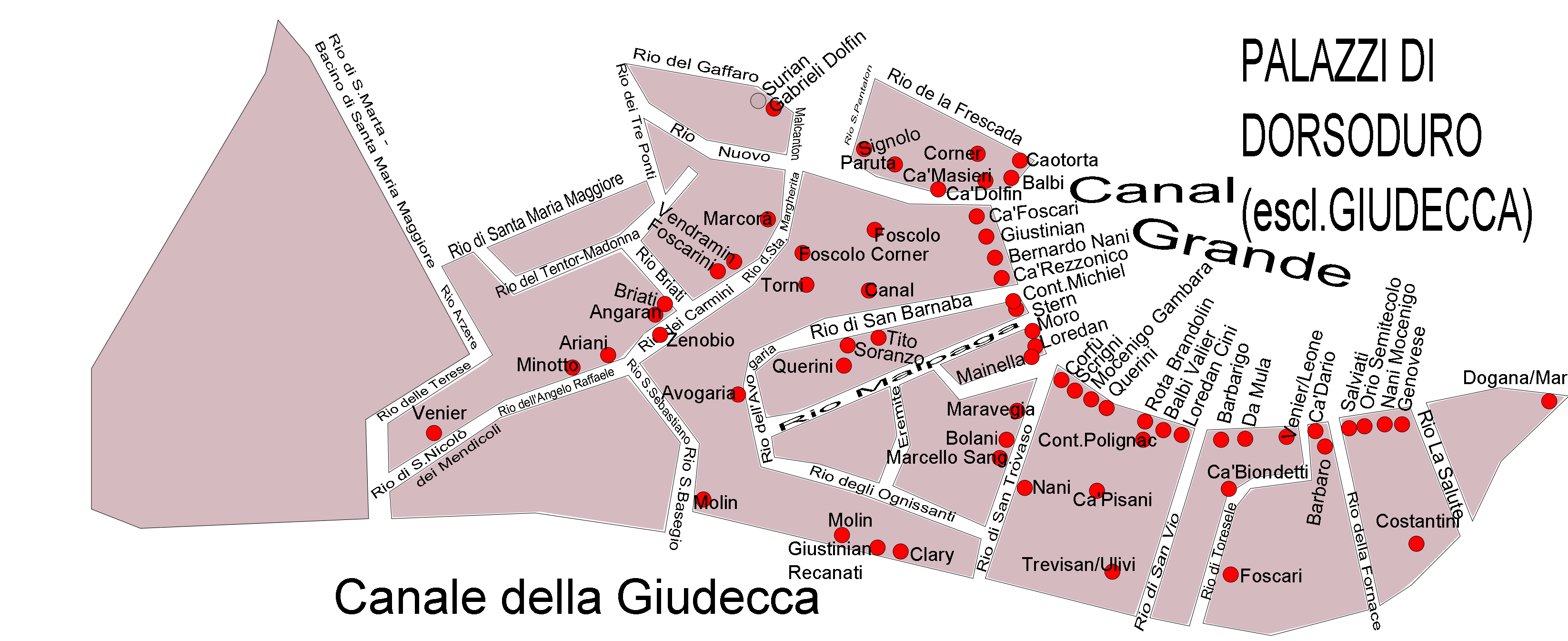
Дорсодуро
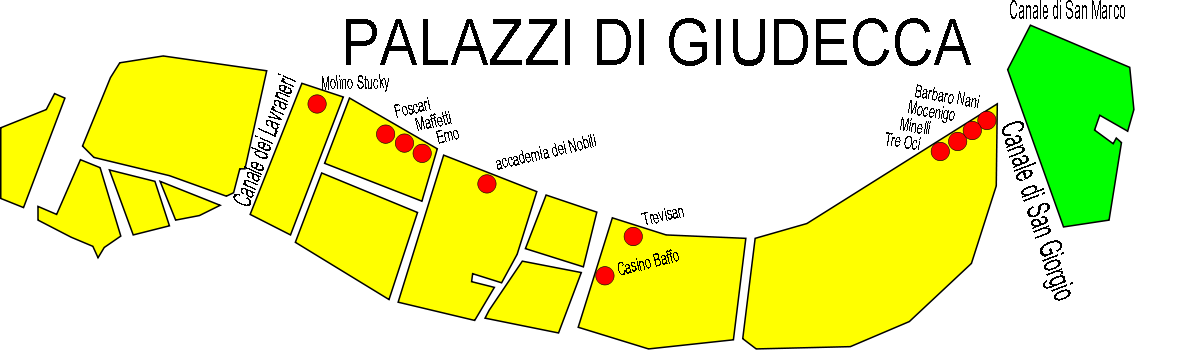
Джудекка
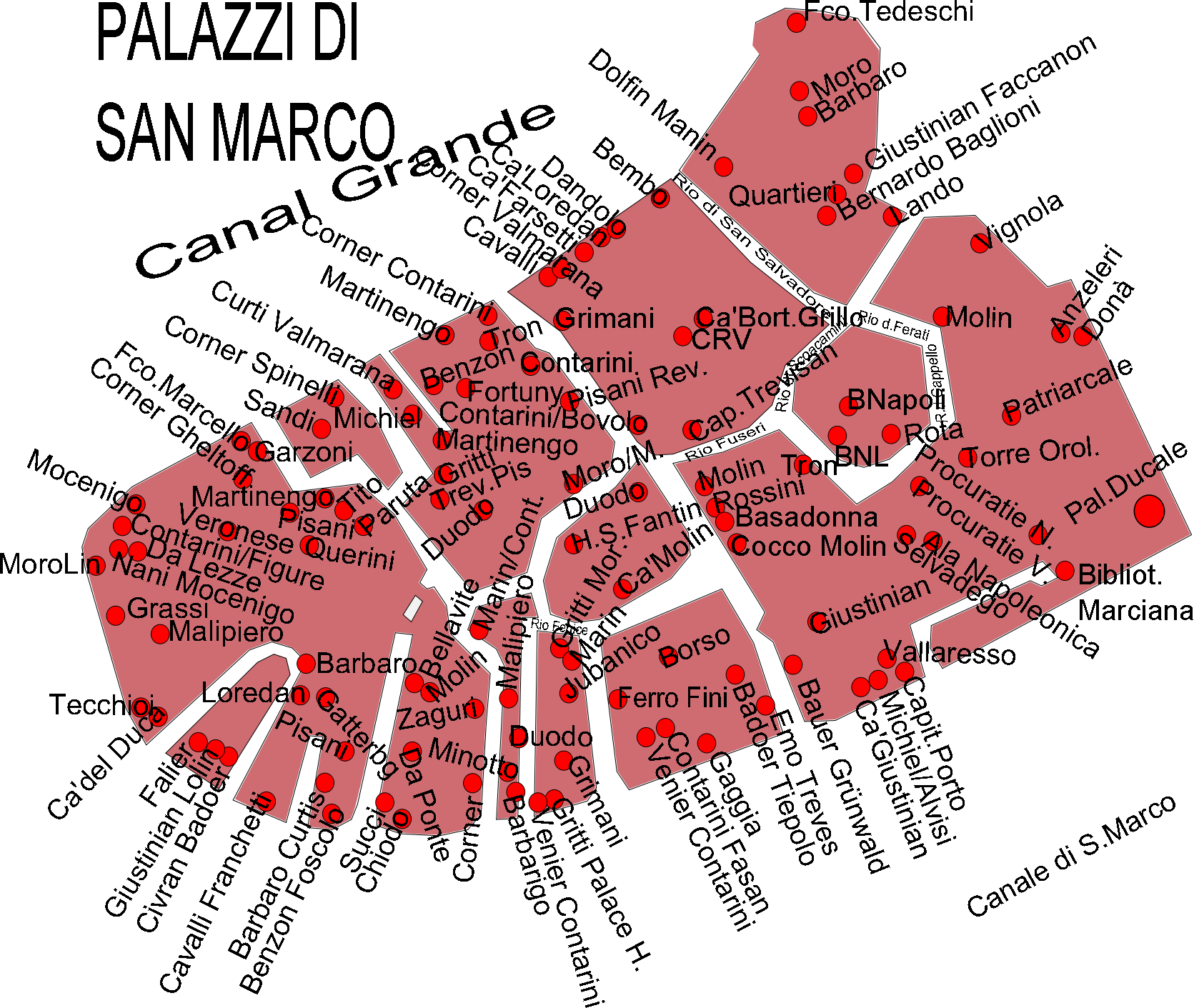
Сан-Марко
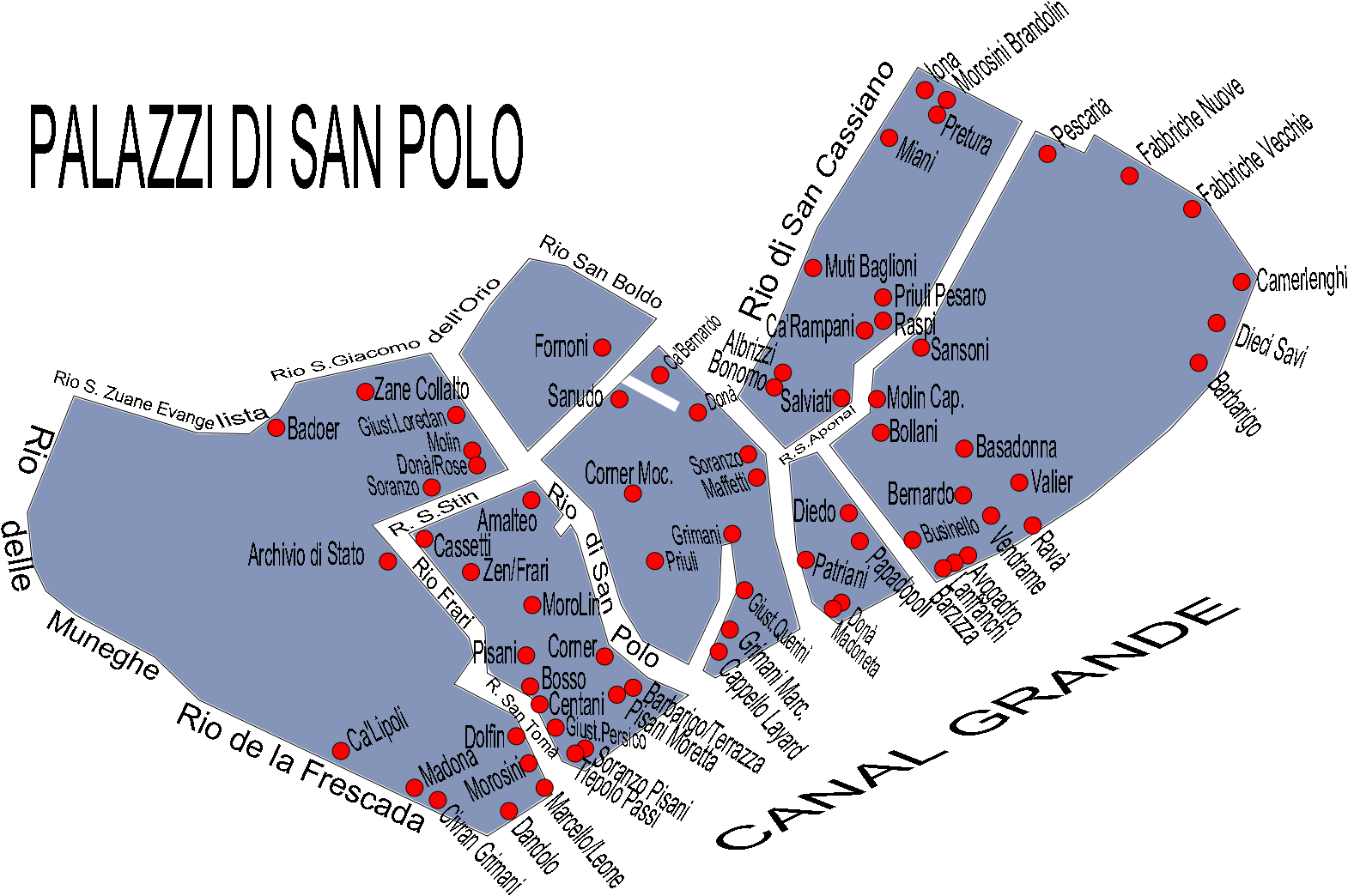
Сан-Поло
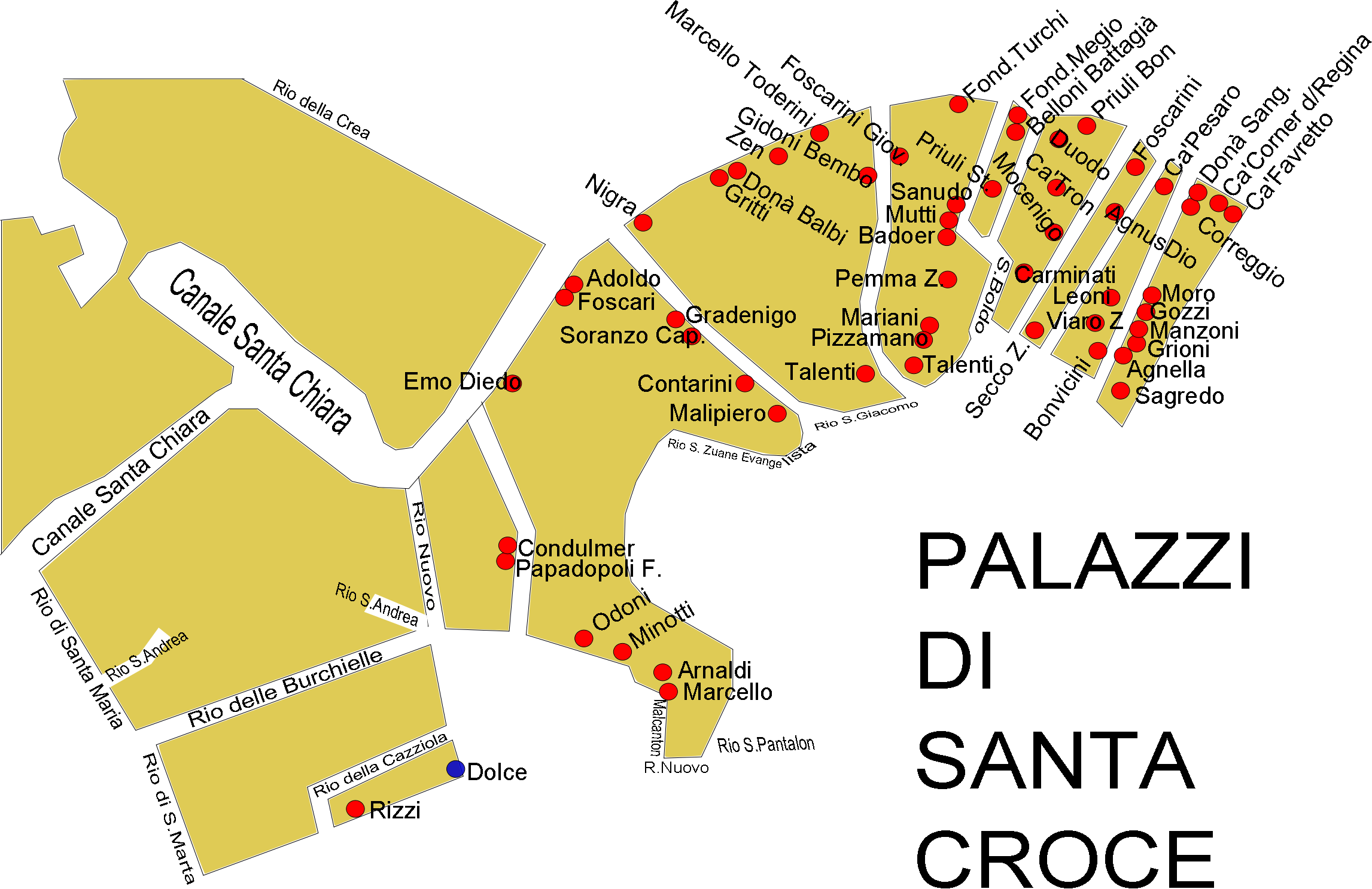
Санта-Кроче